# Kerstin Bergström
Kerstin Bergström, född Hansson 1934 i Luleå, död  23 mars 2014 på Seskarö, var en svensk författare. Kerstin Bergström debuterade som författare 1976. Flera av hennes tidiga böcker var självbiografiska, men hon kom även att skriva lyrik.

## Biografi
Kerstin Bergström växte upp i Luleå där hon bodde med sin ensamstående mor, morföräldrar, mostrar och morbröder. Efter studentexamen studerade hon svenska och engelska vid Uppsala universitet där hon blev fil.mag. 1960. Hon var sedan verksam som lärare i svenska och engelska och förblev yrkesaktiv som sådan parallellt med sitt författarskap. Hon gifte sig och bildade familj i Uppsala och kom senare att arbeta som lärare i Boliden och Kiruna där hon var bosatt i 25 år. Under sina sista år bodde hon på Seskarö utanför Haparanda.
Kerstin Bergström debuterade som författare i 40-årsåldern och publicerade flera romaner med självbiografiskt perspektiv där relationen till modern och dennas alkoholism var central. Kärleken till det norrbottniska landskapet avspeglas också i hennes produktion. Den sista boken Slutord kom ut strax före hennes död och kan ses  som ett bokslut över liv och författarskap.

## Författarskap
Kerstin Bergström publicerade både prosa och lyrik. Hon har framför allt uppmärksammats för sin självbiografiska trilogi med Parkeringsplatsen (1976), Rollen (1977) och Resan (1978). I Parkeringsplatsen är det barn- och ungdomsåren som skildras, där morföräldrarna kom att stå för lugn, stabilitet och framtidsperspektiv medan modern stod för fantasi, sorglöshet och lättsinne.  I Rollen är det författaren själv och hur hon vacklar mellan rollerna som hustru, mor och yrkeskvinna som står i fokus. I Resan återvänder hon till relationen till modern som nu är döende.
Romanerna kom ut i en tid då det ännu inte var allmänt accepterat att skildra dysfunktionella familjeförhållanden och kritiken var inte särskilt positiv. Uttryck som ”koketterande”, ”deprimerande” och ”destruktivt” användes. Romanerna Svek (1983) och Tveljus (1990) präglas också av ångest och utsatthet; den förra är ur en ung flickas perspektiv, den senare ger uttryck för en mors dödsångest för vad som ska hända sina döttrar. I Boken om Henne återvänder författaren till modersrelationen, nu med en mer försonande inställning. I Livstycken eller Att fästa trådar (2005) minns och summerar hon sin självbiografiska produktion.
Den sista boken, Slutord, kom ut några månader före Kerstin Bergströms död, och där ger hon i kortformat en sammanfattning över liv, läsande och skrivande – "en nyckel till hela författarskapet". Titeln anspelar på Sven Delblancs tankebok med samma namn som publicerades när denne var cancersjuk och medveten om sin förestående död. Sven Delblanc hade varit rådgivare inför inför Kerstin Bergströms författardebut.
Kerstin Bergström kände en djup förankring i Norrbotten och uttryckte sin kärlek till landskapet och naturen bland annat i diktsamlingen Staden – "den vackraste kärleksförklaringen till Kiruna som står att finna" och i romanerna Vägen och Malmtåget. Den senare framfördes också som radiopjäs.
Kerstin Bergström brevväxlade under flera decennier med författaren Märta Tikkanen, vilket hon har kommenterat i dikten "Till Märta – en medsysterdikt".

## Priser och utmärkelser
1992 tilldelad Norrlandsförbundets Olof Högbergsplakett
2010 tilldelad Norrbottens läns landstings Heders- och förtjänststipendium "för mångårigt och rikt författarskap innehållande såväl prosa som lyrik, ofta med koppling till Norrbotten..."

### Översättningar
- 1981 Tuulten taalo (Vindarnas hus. Finsk översättning av Parkeringsplatsen)
- 1983 Poems from the Town (engelsk översättning av dikter ur Staden)
- 1986 Gedichte aus die Stadt (tysk översättning av dikter ur Staden)